# Lučani
Lučani (ćir.: Лучани) je grad i središte istoimene općine u Moravičkom okrugu u Srbiji. Dio je područja Dragačeva.

## Stanovništvo
U Lučanima živi 4.309 stanovnika, od toga 3.416 punoljetna stanovnika, a prosječna starost stanovništva iznosi 38,3 godina (37,8 kod muškaraca i 38,7 kod žena). U naselju ima 1.474 domaćinstava, a prosječan broj članova po domaćinstvu je 2,92.
Prema popisu stanovništva iz 1991. godine u gradu je živjelo 4.130 stanovnika.
| Etnički sastav 2002. |            |        |
| Narod                | Stanovnika | %      |
| Srbi                 | 4.223      | 98,00% |
| Crnogorci            | 34         | 0,78%  |
| Jugoslaveni          | 6          | 0,13%  |
| Hrvati               | 5          | 0,11%  |
| Makedonci            | 3          | 0,06%  |
| Mađari               | 3          | 0,04%  |
| Slovaci              | 1          | 0,02%  |
| nepoznato            | 27         | 0,62%  |

| broj stanovnika | 455   | 1256  | 1505  | 2653  | 3310  | 4130  | 4309  |
|                 | 1948. | 1953. | 1961. | 1971. | 1981. | 1991. | 2001. |

## Vanjske poveznice
- Službene stranice grada